# Ten (album de Gabriella Cilmi)
Pour les articles homonymes, voir Ten.
Albums de Gabriella Cilmi
Lessons to Be Learned
(2008)
Singles
1. On a Mission
Sortie : 8 mars 2010
2. Hearts Don't Lie
Sortie : 7 juin 2010
3. Defender / Magic Carpet Ride
Sortie : 30 août 2010

Ten est le second album studio de l'auteure-compositrice-interprète australienne Gabriella Cilmi.

## Liste des pistes
| 1.  | On a Mission            | George Astasio, Gabriella Cilmi, Jason Pebworth, Jon Shave                       | The Invisible Men                    | 3:02 |
| 2.  | Hearts Don't Lie        | Cilmi, Miranda Cooper, Brian Higgins, Tim Powell, Owen Parker                    | Xenomania                            | 4:04 |
| 3.  | What If You Knew        | Astasio, Cilmi, Pebworth, Shave, Justin Griffiths, Parker & James, Kyle Abrahams | The Invisible Men, Parker & James    | 2:41 |
| 4.  | Love Me Cos You Want To | Astasio, Cilmi, Pebworth, Shave, Ellie Goulding                                  | The Invisible Men, Cilmi, Lumberjack | 4:21 |
| 5.  | Defender                | Astasio, Cilmi, Pebworth, Shave                                                  | The Invisible Men                    | 3:44 |
| 6.  | Robots                  | Astasio, Cilmi, Pebworth, Shave, Dan Smith                                       | The Invisible Men                    | 4:01 |
| 7.  | Superhot                | Cilmi, Paul Harris, Nick Clow, Luciana, Ian Masterson                            | Harris, Masterson                    | 3:37 |
| 8.  | Boys                    | Dallas Austin, Cilmi                                                             | Austin                               | 3:50 |
| 9.  | Invisible Girl          | Astasio, Cilmi, Pebworth, Shave, Parker & James, Rita Ora, Peter Ighile          | The Invisible Men, Parker & James    | 3:35 |
| 10. | Glue                    | Austin                                                                           | Austin                               | 4:19 |
| 11. | Let Me Know             | Astasio, Cilmi, Pebworth, Shave, Tim Lasscombe                                   | The Invisible Men                    | 3:32 |
| 12. | Superman                | Cilmi, James Bourne, Greg Kurstin                                                | Kurstin                              | 3:43 |

| 13. | Sweet About Me (Twenty Ten Version) | Gabriella Cilmi, Miranda Cooper, Brian Higgins, Tim Larcombe, Xenomania | Brian Higgins, Xenomania | 3:28 |

| 14. | Magic Carpet Ride        |                                                            |                   | 2:53 |
| 15. | Sucker for Love          |                                                            |                   | 3:24 |
| 16. | On a Mission (vidéoclip) | George Astasio, Gabriella Cilmi, Jason Pebworth, Jon Shave | The Invisible Men | 3:14 |

## Historique des sorties
| Pays             | Date            | Label          | Format                   | Réf.   |
| ---------------- | --------------- | -------------- | ------------------------ | ------ |
| Allemagne        | 24 février 2010 | Island Records | Téléchargement numérique | [ 1 ]  |
| Autriche         | 24 février 2010 | Island Records | Téléchargement numérique | [ 2 ]  |
| Belgique         | 24 février 2010 | Island Records | Téléchargement numérique | [ 3 ]  |
| France           | 24 février 2010 | Island Records | Téléchargement numérique | [ 4 ]  |
| Grèce            | 24 février 2010 | Island Records | Téléchargement numérique | [ 5 ]  |
| Pays-Bas         | 24 février 2010 | Island Records | Téléchargement numérique | [ 6 ]  |
| Suisse           | 24 février 2010 | Island Records | Téléchargement numérique | [ 7 ]  |
| Turquie          | 24 février 2010 | Island Records | Téléchargement numérique | [ 8 ]  |
| Espagne          | 15 mars 2010    | Island Records | CD                       |        |
| Pologne          | 15 mars 2010    | Island Records | CD                       | [ 9 ]  |
| Australie        | 19 mars 2010    | Warner Music   | Téléchargement numérique | [ 10 ] |
| Nouvelle-Zélande | 19 mars 2010    | Warner Music   | Téléchargement numérique | [ 11 ] |
| Australie        | 22 mars 2010    | Warner Music   | CD                       | [ 12 ] |
| France           | 22 mars 2010    | Island Records | CD                       |        |
| Nouvelle-Zélande | 22 mars 2010    | Warner Music   | CD                       | [ 12 ] |
| Royaume-Uni      | 22 mars 2010    | Island Records | CD                       |        |
| Suède            | 22 mars 2010    | Island Records | Téléchargement numérique | [ 13 ] |
| Canada           | 20 avril 2010   | Universal      | CD                       |        |
| Allemagne        | 25 juin 2010    | Island Records | CD                       |        |
| Royaume-Uni      | 16 juillet 2010 | Island Records | Téléchargement numérique | [ 14 ] |